# Extinción masiva del Holoceno

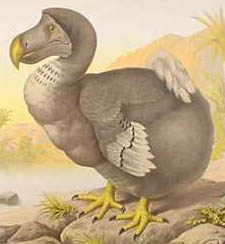
El dodo, un ave de Mauricio, que se extinguió hacia el final del Siglo XVII, después de que el ser humano destruyera los bosques donde anidaban e introdujera animales que se comían sus huevos.

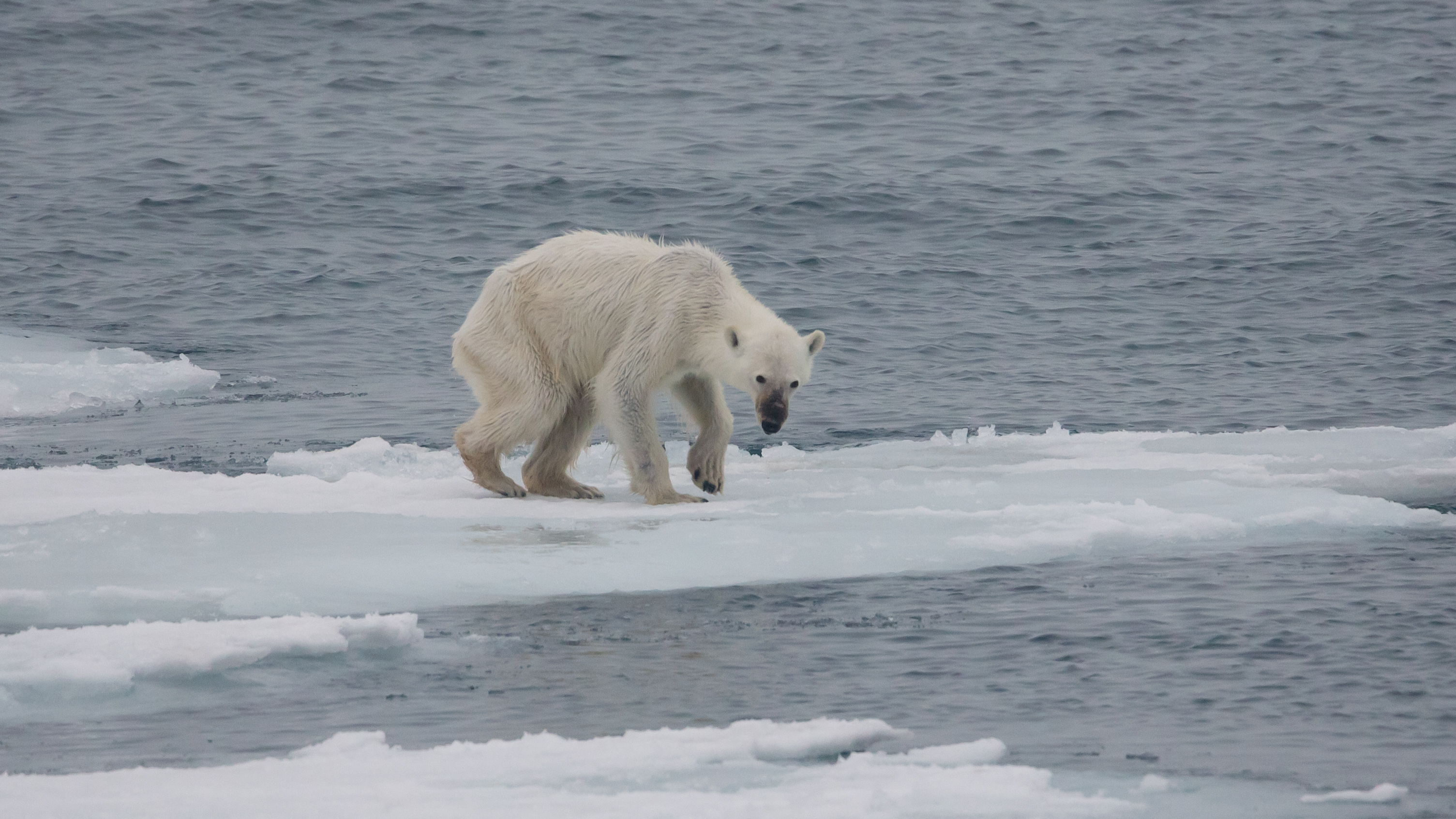
Debido al derretimiento de los hielos, la U.S. Geological Survey estima que dos tercios de los osos polares desaparecerán en 2050.

La extinción masiva del Holoceno, también conocida como la sexta extinción masiva o la extinción del Antropoceno es el evento de extinción masiva en el actual período Holoceno.
Comprende la notoria desaparición de mamíferos grandes, conocidos como megafauna, cerca del final de la última glaciación entre nueve mil y trece mil años atrás, y es parte del evento de extinción del Cuaternario tardío, ya que comenzaron en Oceanía y Eurasia hace cuenta mil años, casi cuarenta mil años antes de que empezara el Holoceno.
Se considera una extinción masiva pues el número de desapariciones es comparable a las otras grandes extinciones masivas que han marcado el pasado geológico de la Tierra. La actual tasa de extinción es de cien a mil veces el promedio natural en la evolución y en 2007 la Unión Internacional para la Conservación de la Naturaleza consideró que una de cada ocho especies de aves, una de cada cuatro mamíferos, una de cada tres de anfibios y el 70 % de todas las plantas están en peligro.
Estas extinciones afectan a muchas familias de plantas y animales, desde el mamut hasta el dodo, incluyendo incontables especies que continúan desapareciendo cada año. Durante el inicio del Holoceno, después de la última glaciación, fueron los continentes e islas recién conquistados por el Homo sapiens los que vieron desaparecer sus principales especies. Desde principios del siglo XIX y en aceleración constante desde la década de 1950, las desapariciones implican a especies de todos los tamaños y ocurren principalmente en las selvas tropicales, que tienen una gran biodiversidad.
En los ecosistemas terrestres, el desarrollo precoz de los eventos primaverales y los cambios de hábitat de los animales y las plantas hacia los polos y las alturas se han vinculado con alta confianza al calentamiento reciente. Se espera que el cambio climático futuro afecte especialmente a ciertos ecosistemas, incluidos la tundra, los manglares y los arrecifes de coral. Se prevé que la mayoría de los ecosistemas se verán afectados por el aumento de los niveles de CO2 en la atmósfera, combinado con mayores temperaturas globales. En general, se espera que el cambio climático resultará en la extinción de muchas especies y la reducción de la diversidad de los ecosistemas.
Organizaciones como la Wildlife Trust, Fondo Mundial para la Naturaleza, Birdlife International y la Sociedad Conservacionista Audubon llevan continuamente el seguimiento y la investigación de los efectos del cambio climático sobre la biodiversidad y promueven las políticas en ámbitos tales como la escala de conservación de paisajes para promover la adaptación al calentamiento global.

## Causas
Si bien varios factores pueden haber colaborado extinción del Holoceno, la mayoría de los indicios muestran a las actividades humanas como causa directa o indirecta. En la época prehistórica, las principales causas fueron
- Exterminio por caza de grandes animales.[39]
- Transformación del medio ambiente (antropización) por el fuego (quema), limpieza, puesta en cultivo, y sus efectos sobre todo la erosión (la gran destrucción de los bosques por el fuego de finales de la prehistoria, en China, en particular, hace unos 8.000 años, dio lugar a una afluencia masiva de sedimentos y carbono en los ríos y estuarios).[cita requerida]
- Transporte de especies en nuevos entornos en los que compiten con las especies nativas y las conducen a su desaparición.[cita requerida]

En el período histórico y el moderno, las principales causas están relacionadas con la pérdida de hábitats provocada por la agricultura y la ganadería, el cambio climático y la contaminación:
- Los ciclos de vida de muchas plantas y animales silvestres están estrechamente vinculados con el paso de las estaciones; el cambio climático puede llevar a pares de especies interdependientes (por ejemplo, una flor silvestre y sus insectos polinizadores) la pérdida de sincronización, si, por ejemplo, uno tiene un ciclo depende de la duración del día y el otro de la temperatura o precipitaciones. En principio, al menos, puede dar lugar a extinciones o cambios en la distribución y abundancia de las especies.
- Un fenómeno es el movimiento de especies hacia el norte de Europa, dado en su mayor parte por los veranos cada vez más secos que se dan en el sur de ciertos países y el avance de la desertificación, pudiendo dar períodos de sequía[40] que puedan afectar a muchas especies de animales y plantas por la cada vez más escasa agua continental. Por ejemplo, en el Reino Unido durante la sequía el año de 2006 un número significativo de árboles murieron mostrando signos de alto nivel de sequedad y en Australia, desde comienzos de los años 90, decenas de miles de zorros voladores (Pteropus) han muerto como resultado directo del calor extremo.[41]
- Inviernos suaves podrían afectar a muchos mamíferos o insectos que disminuyen su actividad en esta época, evitando su entrada en Hibernación o letargo durante estos períodos en los que la comida es escasa y en el que perecerán de hambruna. Un cambio previsto es el predominio de «malas hierbas» o especies oportunistas a expensas de la escasez de especies con más restringidas o específicas exigencias ecológicas. Un ejemplo podría ser la extensión de tanacetifolia[42] visto en muchos bosques en el Reino Unido. Estas plantas, cuya temperatura idónea es la de pisos subalpinos, tienen un periodo de crecimiento y una floración anterior a los de la competencia. Inviernos suaves pueden hacer que las malas hierbas hibernen como plantas adultas o que germinen antes.
- Los aumentos en las concentraciones atmosféricas de CO2 han dado lugar a un aumento de la acidez de los océanos.[43] El CO2 disuelto incrementa la acidez del océano, que es medida por los valores de pH más bajos.[43] Entre 1750 y 2000, el pH de la superficie oceánica ha disminuido en ≈ 0.1, desde ≈ 8.2 a ≈ 8.1.[44] El pH de la superficie del océano probablemente no ha estado por debajo de ≈ 8.1 durante los últimos dos millones de años.[44] Las proyecciones sugieren que el pH superficial oceánico podría disminuir otras 0.3-0.4 unidades para 2100.[45] La acidificación futura de los océanos podría amenazar los arrecifes de coral, la pesca, las especies protegidas y otros recursos naturales de valor social.[43][46] Se proyecta que la desoxigenación oceánica incremente la hipoxia en un 10 % y triplique las aguas suboxigenadas (con concentraciones de oxígeno menores al 2 % de las medias superficiales) por cada 1 °C de calentamiento oceánico extra.[47]

En el mundo anglosajón, y de acuerdo a E.O. Wilson, se suele usar el acrónimo «HIPPO» para recordar las principales causas de la actual extinción. En orden de importancia:
- H: pérdida de hábitat (habitat loss)
- I: especies invasoras (invassive species)
- P: contaminación (pollution)
- P: crecimiento poblacional (population growth)
- O: sobreexplotación (overharvesting)

## Descripción
En términos generales, la extinción del Holoceno incluye la desaparición notable de los grandes mamíferos, llamada la megafauna, hacia el final de la última glaciación. Se han formulado varias hipótesis, por ejemplo la no-adaptación de la fauna silvestre al cambio climático o a la proliferación del hombre moderno. Estas dos hipótesis no se excluyen entre sí, pero teniendo en cuenta que hubo 33 glaciaciones anteriores, que comenzaba un periodo interglaciar más cálido y favorable, y que ninguna interglaciación ni glaciación causó la extinción de la megafauna, hoy en día se considera que la hipótesis más plausible es la de que la expansión del humano fue la causa principal, sino la única. Existe una continuidad en las extinciones desde hace trece mil años. A este respecto, la ola de extinciones desde mediados del siglo XX es una continuación de la del Holoceno, y solo constituye una aceleración.
Durante los últimos cincuenta mil años, con la excepción de África y de Asia del Sur las especies de más de 1000 kg han desaparecido en un 80 %, concomitante con la llegada del Homo. Las especies extintas de menos de 45 kg, en comparación, lo han sido en cantidades menores.
En términos generales, la extinción del Holoceno se caracteriza significativamente por factores humanos, por estar localizada por zonas, y porque ocurre en un período muy corto en la escala de tiempo geológico (cientos o miles de años) en comparación con la mayoría de las otras extinciones.
Han sido establecidas listas de especies extintas. La Unión Internacional para la Conservación de la Naturaleza redacta una lista roja que enumera las especies animales desaparecidas.

## Extinciones prehistóricas
Una de las desapariciones más famosas es la extinción del mamut lanudo.

### Causas

Fechas de la migración del homo sapiens moderno.

Ninguna causa es, a día de hoy, formalmente o precisamente identificada con certeza, sino un conjunto de indicios sugieren que están relacionadas principalmente con las actividades humanas. Hubo un debate relativamente limitado sobre la magnitud del período por el cual se puede considerar que la desaparición de la megafauna al final de la última glaciación se puede atribuir a la actividad humana, ya sea directamente por la caza o indirectamente, por la eliminación de las poblaciones que les sirven de alimento. Aunque el cambio climático siempre es citado como otro factor importante, las explicaciones antropogénicas se han convertido en predominantes.

#### Hipótesis humana
El factor más probable de la desaparición de la megafauna es el ser humano, no solo debido a la caza (el sitio Clovis en América del Norte parece indicar que este supuesto no es suficiente), sino también debido a las prácticas de cultivos sobre campos quemados, o incendiados con en el único objetivo de la caza, que alteran profundamente la flora de una ecozona. Se observa que la fauna se ha reducido sustancialmente durante el mismo período de la aparición del ser humano.

#### Hipótesis climática
Un brusco cambio climático podría debilitar un biotopo y por lo tanto provocar la desaparición de una fauna que no se ha podido adaptar o no ha tenido el tiempo y la capacidad de migrar, pero eso causaría extinciones a nivel global, no continental. De hecho, gracias al calentamiento climático, muchas especies como el mamut podían vivir más al norte en las zonas frías de Siberia y el Estrecho de Bering varios miles de años después de la última glaciación de hace doce mil años. Por otra parte, la extinción de la megafauna australiana tuvo lugar durante un período más largo que se benefició de climas muy diferentes, mucho antes del último máximo glacial y antes de aumento de las temperaturas que le siguieron, pero coincidiendo con la llegada del ser humano. Otras extinciones se han producido sin ningún cambio climático como en Madagascar en Nueva Zelanda y América del Sur, coincidiendo con la llegada del ser humano

#### Otras hipótesis
A la hipótesis climática, se añade de vez en cuando para compensar sus deficiencias, otras causas sin base científica sólida como supuestas enfermedades que afectarían a enormes y muy diferentes grupos de la flora o la fauna, caída de meteoritos sin registro geológico, etc. La supuesta introducción de animales domésticos y las enfermedades que podían transportar también se ha considerado, aunque no había animales domésticos provenientes de Asia a excepción del perro ni en los aborígenes ni en los nativos americanos.

### Conjunto de causas
Otra de las posibles causas concretas, que no pueden explicar todos los hechos observados y, que por tanto son cuestionadas, el cambio climático, también podría haber tenido un efecto. Sin embargo, algunas crisis climáticas que han afectado a este período (por ejemplo, el calentamiento y la invasión marina de los años 800, por ejemplo) puede - al menos en parte - también haber tenido causas humanas. De hecho, podría tratarse de consecuencias provocadas por las emisiones masivas de gases de efecto invernadero inducida por la destrucción a gran escala de los bosques por el fuego al final de la prehistoria, en particular en China, hace alrededor de ocho mil años, así como un aporte masivo de carbono en los ríos y estuarios, debido a fenómenos de erosión inducida por estos incendios y el desarrollo de un laboreo destructor del humus (sumideros de carbono), a continuación, por el uso de la madera para alimentar las ferrerías y la industria del metal. El uso y el drenaje de pantanos y otros humedales también podría haber afectado el clima local y mundial, hechos que aún quedan por aclarar.

### Extinción americana
La extinción de la edad glaciar se caracteriza por la extinción de muchos grandes animales que pesaban más de 40 kg. En América del Norte, treinta y tres géneros de grandes mamíferos de cuarenta y cinco (aproximadamente) se extinguieron; en América del Sur cuarenta y seis de cincuenta y ocho; en Australia quince de dieciséis; en Europa siete de los veintitrés, y en África subsahariana solo dos de cuarenta y cuatro. La extinción en América del Sur refleja el impacto del gran Intercambio Americano de poblaciones animales. Solo en América del Sur y Australia tuvo lugar la extinción a nivel taxonómico de familias o superior.
Cuatro hipótesis principales relativas a esta extinción:
- Los animales murieron a causa de cambio climático: la disminución de la capa de hielo glaciar. No hay evidencias científicas que soporten esta hipótesis.
- Los animales fueron exterminados por los humanos: «la hipótesis del exterminio prehistórico» (Martin, 1967). La más plausible de acuerdo con el registro fósil, ya que se sabe que dos mil años después de la llegada de los sapiens, la mayor parte de las especies únicas que habitaban en América habían desaparecido.[51]
- Una teoría alternativa a la responsabilidad humana es la teoría del hipotético meteorito Tollman, una controvertida teoría que dice que el Holoceno comenzó con un extinción masiva causada por impactos de meteoritos de los que no hay ninguna constancia geológica.
- La aparición de enfermedades es una mera elucubración sin base científica. Ninguna enfermedad afecta a especies de diferentes familias por ser de gran tamaño y no afecta a especies de esas mismas familias por ser de menor tamaño.

La hipótesis del exterminio por los seres humanos prehistóricos no está aceptada como teoría, y genera controversia entre la comunidad científica por las implicaciones que tiene para el ser humano ser responsable de una extinción masiva de decenas de miles de años con enormes consecuencias para los ecosistemas. Por ejemplo, hay ambigüedades con respecto al «momento» de la repentina extinción de la megafauna australiana de marsupiales, con la llegada de los seres humanos a Australia. Sin embargo uno de sus fuertes es que extinciones comparables no se produjeron en África, ya que allí, la fauna había evolucionado con los homínidos, pudiéndose adaptar al peligro que estos suponen. Las extinciones post glaciares de la megafauna en África son prácticamente nulas.

### Europa
(Hace 15 000 años)

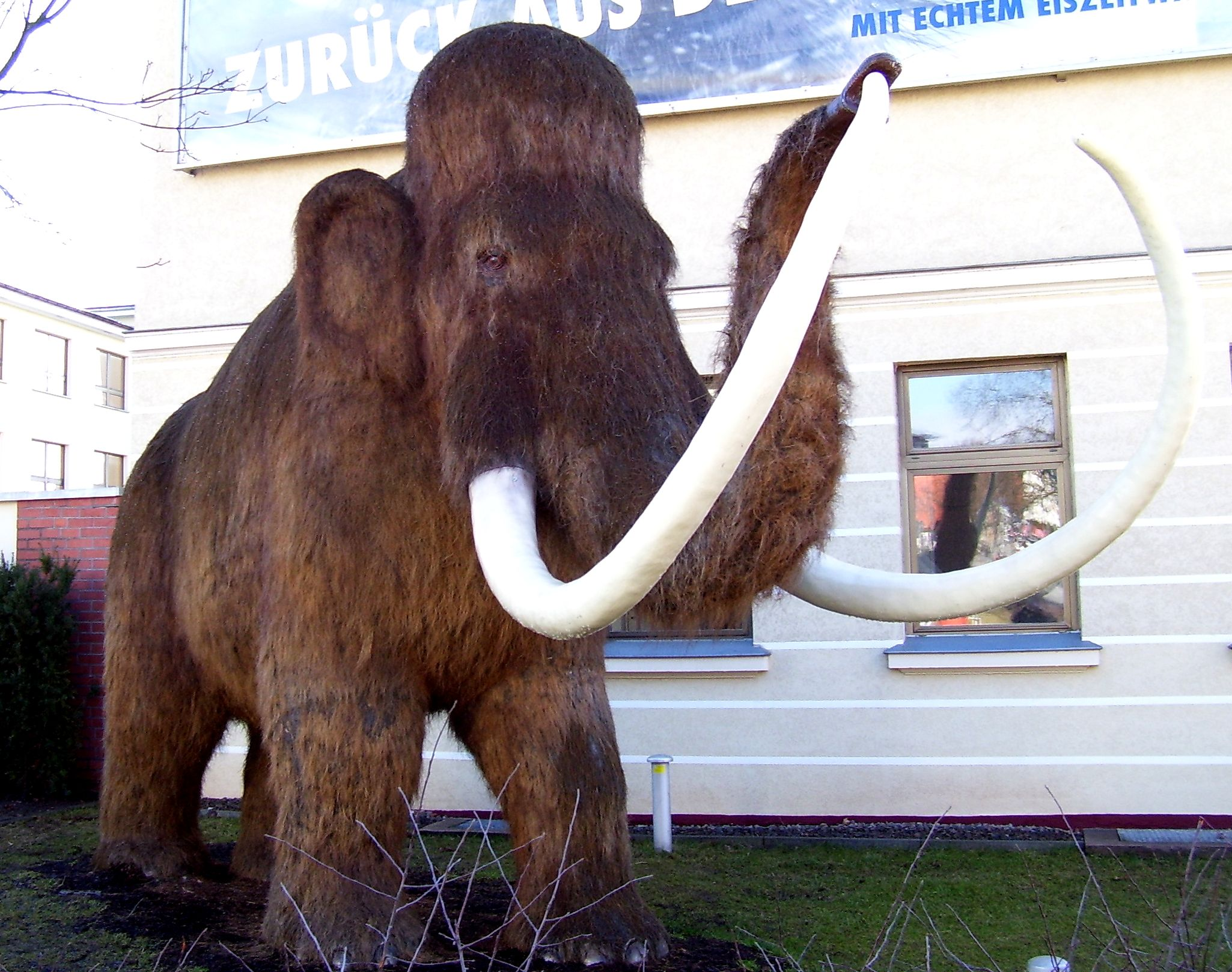
El mamut desapareció hace unos 4.000 años.

- Mamut lanudo (Mammuthus primigenius)
- Rinoceronte lanudo (Coelodonta antiquitatis)
- Megaloceros (Megaloceros giganteus)
- León cavernario (Panthera leo spelaea)
- Oso cavernario (Ursus spelaeus)
- Hienas cavernaria (Crocuta crocuta spelaea)
- Bisonte estepario (Bison priscus)
- Antílope saiga (Saiga tatarica), aún quedan ejemplares vivos en Asia Menor.
- Caballo salvaje (Equus caballus przewalskii), extinto solo en Europa.
- Uro (Bos primigenius primigenius), extinto en el S XVI.
- Bisonte europeo (Bison bonasus), extinto en estado salvaje en el S XX, hoy objeto de reintroducción.

### Islas del Mediterráneo
(Hace 9000 años)
- Hipopótamo europeo (Hippopotamus antiquus).
- Hipopótamo de Chipre (Phanourios minutus).
- Cabra-rata balear de Mallorca (Myotragus balearicus).
- Elefante enano de Chipre (Elephas cypriotes).
- Elefante enano de Sicilia y Malta (Elephas falconeri).
- Mamut de Cerdeña (Mammuthus lamarmorae).
- Cisne gigante de Malta (Cygnus falconeri).
- Foca monje del Mediterráneo (Monachus monachus), aún viva.
- Alca imperial (Pinguinus impennis).

### América del Norte

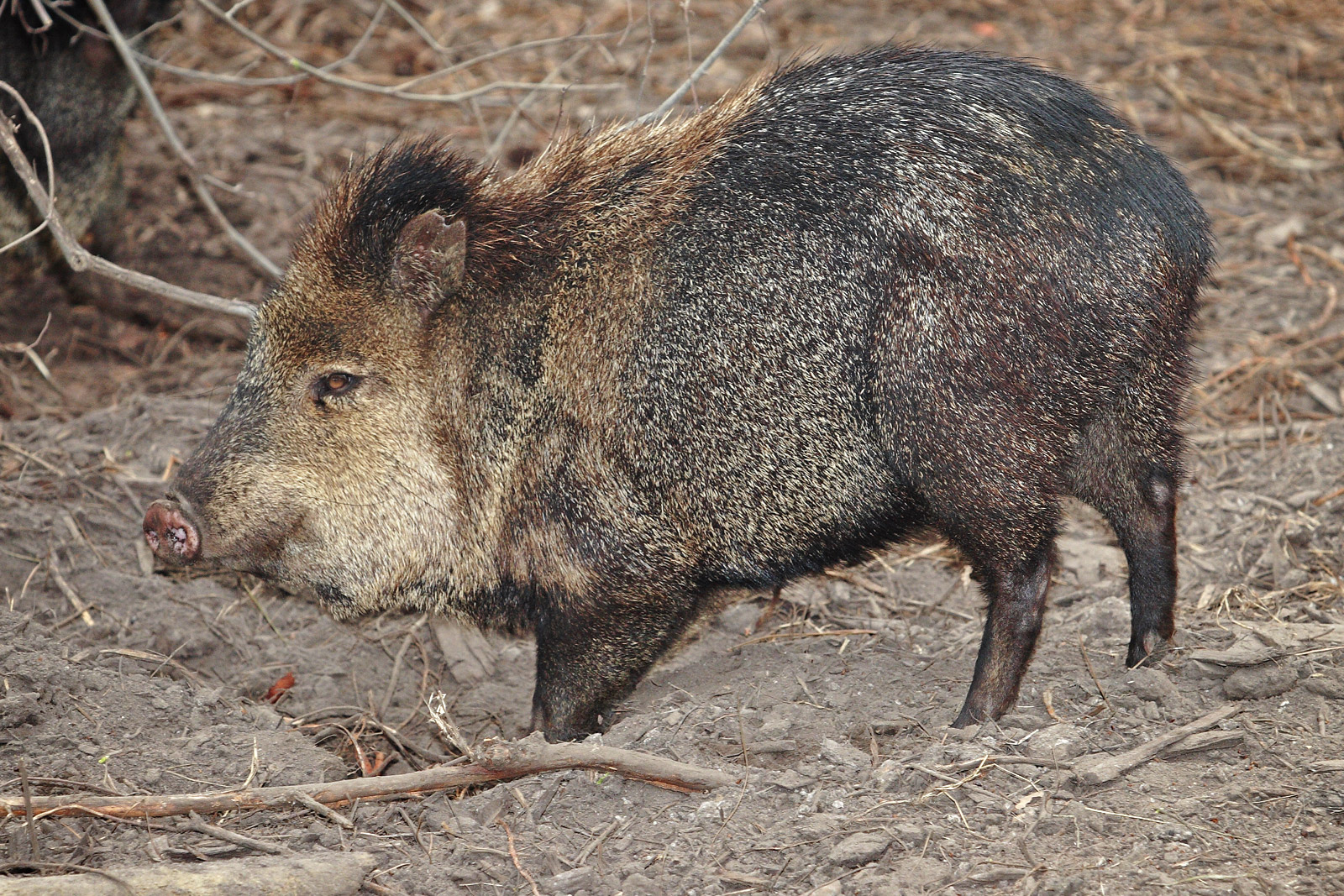
Un pecarí de collar, superviviente de la extinción del pecarí gigante.

Durante los últimos cincuenta mil años, incluida la última glaciación, alrededor de treinta y tres géneros de grandes mamíferos se extinguieron en América del Norte. De estos, quince extinciones de géneros puede datarse con seguridad en el breve intervalo de 11 500 a 10 000 años antes de nuestra era: la mayoría después de la formación del sitio Clovis en América del Norte. La mayoría de las otras extinciones también se han producen en un lapso muy estrecho, aunque algunas se han producido fuera de este pequeño intervalo. En cambio, una media docena solo de pequeñas mamíferos desaparecieron durante este período. Las extinciones anteriores en América del Norte se produjeron al final de las glaciaciones, pero no con tal desequilibrio entre los mamíferos grandes y pequeños. La extinción de la megafauna toca doce géneros de herbívoros comestibles (H) y cinco tipos de grandes carnívoros peligrosos (C). Las extinciones en América del Norte incluyen:
- Los caballos americanos, cinco especies (H) entre ellos:
  - Scotti Equus
  - Equus caballus przewalski
  - Equus simplicidens
- Camellos occidentales (H) 3 especies:
  - Camelops hesternus
  - Camelops sulcatus
  - Camelops kansanus
- Las llamas de América del Norte (H)
- Los berrendos, 5 especies (uno sobrevivió) (H):
  - Antilocapra peninsularis
  - Antilocapra sonoriensis
  - Antilocapra americana
  - Osbornoceros osborni
- Los élans-stags, los bueyes de los arbustos, los bueyes almizcleros del bosque (una especie del Ártico ha sobrevivido ) (H)
- El castor gigante Castoroides.
- Los perezosos gigantes de Shasta, Eremotherium y Megatherium
- Arctodus simus, los osos más grandes del Pleistoceno.
- Los felinos dientes de sable Homotherium simun y Smilodon fatalis.
- Panthera leo atrox. Un tercio mayor que los leones africanos.
- Miracinonyx (C)
- Canis dirus, o lobo terrible. (C)
- Los mamuts y mastodontes, varias especies. Entre ellas:
  - Mammuthus columbi
  - Mammuthus primigenius
  - Mammut americanum
- Los bisontes Bison priscus, Bison antiquus, Bison latifrons y Bison occidentalis.
- Los pecaríes gigantes.
- Dasypus bellus

### América del Sur

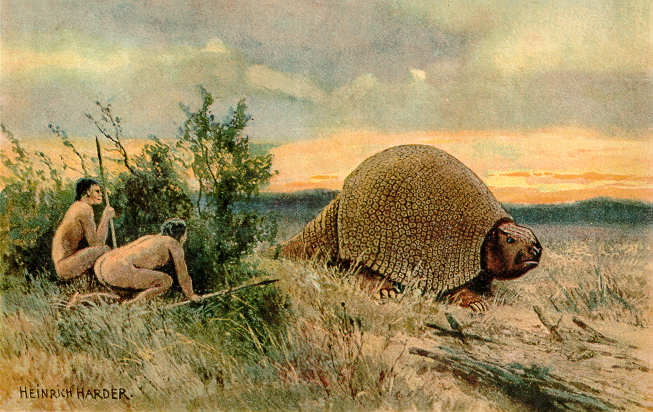
Un Glyptodon seguido por algunos de los primeros humanos en América (pintado por Heinrich Harder alrededor de 1920)

En América del Sur, que no se vio afectada o casi por las glaciaciones, la única consecuencia fue que aumentaron los glaciares de los Andes se ha podido observar, sin embargo, una ola de extinciones en los tiempos modernos.
- Glyptodon
- Palaeolama mirifica , una Llama
- Litopterna
- Megatherium
- Tapius veroensis, un tapir

- Canis dirus desaparece con la llegada del ser humano

### Australia

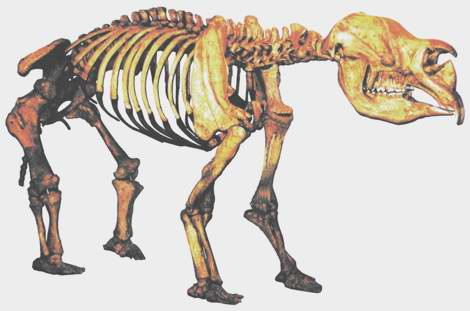
El Diprotodon se extinguió hace alrededor de 50.000 años.

La ola de extinciones se inició antes que de la de América, en el Pleistoceno. Las sospechas apuntan al período inmediato después de la primera llegada de los seres humanos - que fue hace unos 50 000 años - pero los científicos siguen debatiendo sobre el intervalo exacto.

## Extinciones más recientes

### Nueva Zelanda
Hacia el 1500, varias especies se extinguieron después de la llegada de los colonos polinesios, incluyendo:
- Diez especies de moa, aves rátidas gigantes incapaces de volar
- Águila gigante de Haast
- Depredadores aptornis, aves que no volaban

La llegada de los occidentales y sus animales domésticos causaron la extinción de muchas otras especies.

### Pacífico, incluyendo Hawái
Las investigaciones recientes, basadas en las excavaciones arqueológicas y paleontológicas en setenta islas diferentes, han demostrado que muchas especies se extinguieron en el momento en que los polinesios cruzaron el Pacífico, y esto comenzó hace treinta mil años en el Archipiélago Bismarck y las Islas Salomón. Actualmente se estima que entre las aves del Pacífico, unas dos mil se han extinguido desde la llegada de los seres humanos. Entre estas extinciones, encontramos:
- El moa-nalo, pato gigante de Hawái.
- Uno de los megápodos gigantes de Nueva Caledonia.
- Los cocodrilos mékosuchines de Nueva Caledonia, Fiyi y Samoa.

### Madagascar
Con la llegada de los seres humanos hace cerca de dos mil años, casi toda la megafauna de Madagascar se extinguió, incluyendo:
- El Aepyornithidae, o aves-elefantes, las rátidas gigantes incapaces de volar.
- 17 de las 50 especies de lémures, incluyendo:
  - El aye-aye gigante (Daubentonia robusta), el último ejemplar conocido murió en 1930.
  - Los lémures perezosos, como el Palaeopropithecus del tamaño de un chimpancé y el Archaeoindris del tamaño de un gorila.
  - Los Megaladapis , lémures del tamaño de un orangután.
- Las tortugas gigantes.
- El Hipopótamo  de Madagascar.

### Islas del Océano Índico
A comienzos de la colonización de los seres humanos en las islas, hace cerca de quinientos años, muchas especies se han extinguido, entre ellas:
- Varias especies de tortugas gigantes Mascareñas, en las Seychelles;
- Por lo menos catorce especies de aves en las islas Mascareñas, incluido el famoso dodo, el solitario de Rodrigues, y el ibis de Reunión.

## Extinción actual

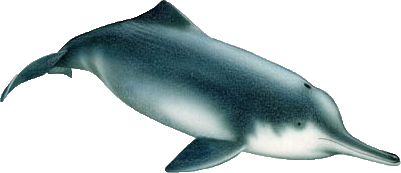
El delfín de China ha sido declarado extinto en 2006.

La mayoría de los biólogos creen que estamos en el comienzo de una extinción en masa antropogénica que se está acelerando de manera aterradora. La tasa de extinción de especies actual se estima de cien a mil veces mayor que la tasa de extinción de «base» o nivel medio de la evolución del planeta. Además, la tasa actual de extinción es, por tanto, de diez a cien veces mayor que en cualquiera de las extinciones en masa de la historia de la Tierra. Por otro lado, concierne a una gran cantidad de plantas, lo que la diferencia de las extinciones anteriores.
El ritmo de extinción actual parece más acelerado si se sigue la tradición que separa la extinción reciente (aproximadamente desde la Revolución Industrial) de la extinción del Pleistoceno, cerca del final de la reciente glaciación. Por otra parte, al considerar únicamente el impacto humano, podríamos decir que la vulnerabilidad de las especies y su ritmo de extinción aumenta simplemente con el aumento de la población humana, y por lo tanto no habría necesidad de separar la extinción masiva del Holoceno de la extinción reciente.
Algunos estudios predicen que al ritmo actual, se podría perder el 50 % de las especies de animales y plantas antes de fin de siglo. Otros estudios más recientes predicen la extinción de entre un 18 % y un 35 % de una muestra de 1103 animales y plantas para el 2050, basado en las proyecciones futuras del clima. Sin embargo, pocos estudios mecánicos han documentado la extinción debida al reciente cambio climático y un estudio sugiere que las proyecciones de las tasas de extinción son inciertas.
La tasa de extinción está minimizada, en la imaginación popular, por la supervivencia de las poblaciones de animales en cautividad, pero que han «desaparecido en la naturaleza» (ciervo del padre David, etc), por la supervivencia marginal de la megafauna, de la que se hace una gran publicidad en los medios de comunicación, pero que están «ecológicamente extintas» (panda gigante, rinoceronte de Sumatra, tejón de pies negros de América del Norte, etc) y por la ignorancia total que se tiene de las extinciones de artrópodos. Algunos ejemplos notables de la extinción de mamíferos modernos «carismáticos» son:
- El bisonte en Europa
- El tarpán en Europa
- El otario de Japón
- El quagga, un primo de la cebra, en Sudáfrica
- La vaca marina de Steller o «vaca marina» (una especie de dugongo o manatí)
- El tigre de Tasmania, un marsupial por la caza de estos seres y por la destrucción de sus hábitats

Muchas aves se extinguieron debido a la actividad humana, especialmente las aves endémicas de las islas, incluyendo muchas aves que no volaban. Entre las especies de aves desaparecidas notables se incluyen:
- El dodo, un ave columbiforme que no volaba, en las islas Mauricio y del océano Índico
- El alca gigante de las islas del Atlántico Norte
- La paloma migradora de América del Norte
- Varias especies de moas, aves gigantes que no vuelan, en Nueva Zelanda
- La cotorra de Carolina del sudeste de Estados Unidos
- El cuco de Delalande en las islas del Pacífico

También es posible que haya cambios en el tiempo de los eventos estacionales (como el florecimiento precoz de las plantas) y un reverdecimiento del Sahara.
Las principales causas de la extinción masiva actual son las actividades humanas, incluida la deforestación, la destrucción de otros hábitats, la caza, la caza furtiva, la introducción de especies no locales y el cambio climático. El declive en las poblaciones de anfibios también ha sido identificada como un indicador de la degradación del medio ambiente.
Las pruebas de todas las extinciones anteriores son de naturaleza geológica, y la más corta escala de tiempo geológico es del orden de varios cientos de miles a varios millones de años. Incluso las extinciones causadas por eventos instantáneos tales como el impacto del asteroide de Chicxulub, que es actualmente el mejor ejemplo, se extienden por el equivalente de muchas vidas humanas, debido a complejas interacciones ecológicas que son desencadenadas por el evento.
Todavía hay esperanza, argumentan algunos que la humanidad eventualmente puede ralentizar el proceso de extinción por una gestión ambiental adecuada. Otros argumentan que las tendencias sociopolíticas y la sobrepoblación indican que esta idea es demasiado optimista. Muchas esperanzas se basan en el desarrollo sostenible y el movimiento conservacionista. 189 países han firmado los Acuerdos de Río y se comprometieron a preparar un plan de acción para la biodiversidad, un primer paso en la identificación de especies y hábitats amenazados país por país.

### Anfibios
Desde el año 1980 se ha registrado un dramático declive en las poblaciones de anfibios de todo el mundo, caracterizado por colapsos en las poblaciones y extinciones masivas localizadas.
En el año 1993 las poblaciones de más de 500 especies de ranas y salamandras de los cinco continentes presentaban un declive en su población.
El declive anfibio está afectando a miles de especies en todo tipo de ecosistemas, por lo que se ha catalogado como una de las amenazas más críticas a la biodiversidad global.
Los declives y las extinciones masivas en las poblaciones de anfibios son un problema global con causas locales complejas. Entre las causas podemos encontrar: incrementos en los índices de radiación ultravioleta (consecuencia de la debilitación de la capa de ozono atmosférico), nuevos depredadores en los ecosistemas actuales (especies introducidas), fragmentación y destrucción de hábitat, toxicidad y acidez ambiental, enfermedades emergentes, cambios climáticos, e interacciones entre estos factores.
Inicialmente, los reportes sobre el dramático declive anfibio no fueron tomados en cuenta por toda la comunidad científica, algunos científicos argumentaban que las poblaciones de animales, como las de los anfibios, varían con el tiempo. Hoy se ha consensuado que han ocurrido alarmantes declives en las poblaciones de anfibios de todo el globo, y se espera que los declives continúen aumentado.

### Zonas polares

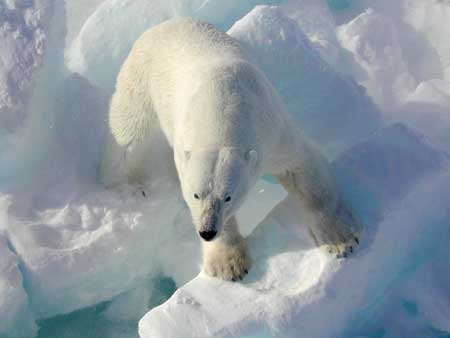
El oso polar es ahora mismo uno de los mamíferos más afectados por el cambio climático y la fusión de las placas polares árticas.

Muchas de las especies en peligro son la fauna ártica y antártica, como los osos polares (Ursus maritimus) y los pingüinos emperador (Aptenodytes forsteri). En el Ártico, las aguas de la bahía de Hudson están libres de hielo durante tres semanas más de lo que eran hace treinta años, afectando a osos polares, que la prefiere para cazar en ella antes que el hielo marino. Especies que dependen de las condiciones de clima frío y la nieve como los halcones gerifalte (Falco rusticolus) y búhos para la caza de lemmings que utilizan el frío invierno como ventaja pueden ser altamente afectadas. Invertebrados marinos que han adaptado su crecimiento a las temperaturas, independientemente de cuán frías puedan ser las aguas, y animales de sangre fría que se encuentran en determinadas latitudes y altitudes, crecen más rápido para compensar la corta temporada de crecimiento. El calentamiento de las condiciones ideales de su hábitat, da como resultado un aumento del metabolismo y el aumento de la búsqueda de alimento, que a su vez eleva el riesgo de depredación.
Un artículo en la revista Nature del 2002 encuesta la literatura científica para encontrar los cambios recientes en el comportamiento estacional de las especies vegetales y animales. Animales y plantas que migraban el mundo, pueden afectar a las pesquerías en los que dependen los seres humanos también.

### Bosques de pinos

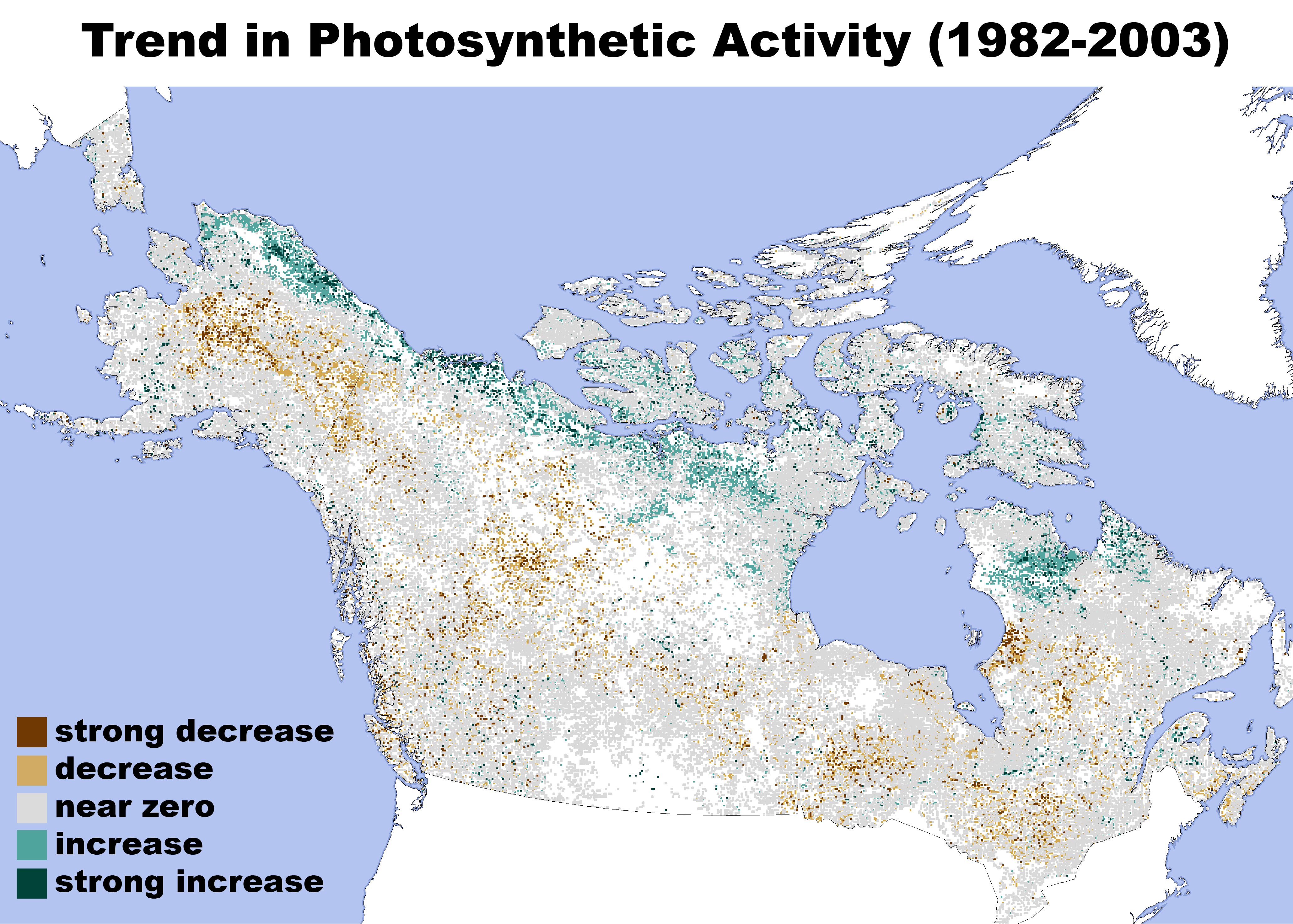
Los bosques cercanos a las costas han logrado aumentar la fotosíntesis debido a la mayor evaporación por el aumento de las temperaturas, mientras que los bosques adentrados en EE. UU. disminuyen esta acción por falta de lluvia.

Los bosques de pinos el parque nacional de Yellowstone en la Columbia Británica han sido devastados por la infestación del escarabajo del pino, que se ha ampliado desde 1998, sin trabas, al menos en parte debido a la falta de inviernos severos desde ese momento. Los pocos días de frío extremo de invierno o incluso de otoño, han mantenido los brotes de escarabajos del pino de montaña en el pasado manteniendo el número controlado. La infestación que (en noviembre de 2008) ha matado a cerca de la mitad de la provincia de pinos Lodgepole (Pinus contorta Dougl), es en un orden de magnitud mayor que cualquier brote anterior (135 000 km²). También se inició una epidemia, aunque a un ritmo menor, en 1999 en Colorado, Wyoming y Montana. El Servicio Forestal de los Estados Unidos pronostica que entre los años 2011 y 2013 «prácticamente las 2.02 millones de ha de pinos de más de 3 dm de diámetro del Colorado se perderán».
Un estudio reciente realizado por la Conservación de la Mariposa en el Reino Unido, ha demostrado que varios grupos de invertebrados que son relativamente comunes en el sur de su área de distribución, se han trasladado al norte de dicho área por cambios de temperatura y humedad.

### Montañas
Las montañas cubren aproximadamente el 25 % de la superficie de la tierra. Cambios en el clima mundial plantean que con el tiempo, el cambio climático afecte a los ecosistemas de montaña y tierras altas.
Los estudios sugieren que un clima más cálido en los Estados Unidos causaría un impacto en los elevados hábitats de la mayor zona alpina. Ese cambio sería considerado una intromisión en las raras praderas alpinas y otros hábitats de gran altitud. Las plantas y animales que precisan dichas praderas alpinas verán limitado su espacio disponible para el nuevo hábitat, pasando a tener que subir a mayores alturas con el fin de adaptarse a los cambios a largo plazo en el clima región.
Los cambios en el clima también afectan a la profundidad de las montañas nevadas y los glaciares. Cualquier cambio en su temporada de fusión puede tener repercusiones de gran alcance en las zonas que dependen de la escorrentía de agua dulce de las montañas. El aumento de temperatura puede causar una fusión de la nieve anterior a la primavera y la distribución de la escorrentía. Estos cambios podrían afectar a la disponibilidad de agua dulce para los sistemas naturales y los usos humano.

### Soluciones sugeridas
El 12 de agosto de 2008, los biólogos americanos Paul Ehrlich y Robert Pringle presentaron su trabajo sobre la sexta extinción de especies en las Actas de la Academia Americana de Ciencias (PNAS) y concluyeron que aún era posible detener el deterioro de las especies siempre que se tomaran algunas medidas drásticas a nivel mundial. Sugieren medidas para controlar nuestro crecimiento demográfico (9300 millones de personas se esperan para 2050), reducir nuestro excesivo consumo innecesario de recursos naturales y explotar lo que de forma gratuita nos ofrece la biosfera, como las materias primas renovables, sistemas naturales de filtración de las aguas, almacenamiento del carbono por los bosques, la prevención de la erosión y las inundaciones mediante la vegetación, la polinización de las plantas por los insectos y las aves; financiar, por medio de fundaciones privadas, el desarrollo de áreas protegidas, como lo que se ha hecho en Costa Rica; informar e involucrar a los agricultores en la conservación de la biodiversidad; restaurar los hábitats degradados.